# Književni petak
Književni petak je književno-kulturno-znanstvena manifestacija koja se održava u Zagrebu, u Hrvatskoj. Ova je književna tribina osnovana radi popularizacije knjige.
Prvi se je put održao 4. studenoga 1955. godine. Promijenio je nekoliko mjesta održavanja. Prvi se održao u Radničkoj biblioteci na Krešimirovom trgu. Sljedeća je bila Medulićeva ulica, pa Gradska knjižnica u Novinarskom domu. Kad je Gradska knjižnica preselila, s njom je i Književni petak promijenio mjesto održavanja. Tad se održavao u čitaonici na 1. katu Starčevićevog doma. Naposljetku se održava na 3. katu u Galeriji Kupoli, gdje se i danas održava.
Književni je petak ugostio mnoga poznata književnička imena. Osim hrvatskih, na ovoj su književnoj večeri gostovali poznati inozemni književnici kao što su Jiří Menzel, Jean-Paul Sartre, Günter Grass, Alain Finkelkraut, Ismail Kadare, Gay Gavriel Kay, mladi irski književnici, Claudio Magris, Jevgenij Paščenko i dr., a osim književnika, gostovali su ini umjetnici, kulturnjaci i znanstvenici.
Radi izbjegavanja suhoparnosti stereotipnih književnih večeri koje nisu bile trajno privlačile slušateljstvo, na ovoj se književnoj večeri dopustilo slaganje i neslaganje, polemiziranje, raspravljanje, izlazak izvan tema, pa se govorilo i o jeziku, likovnoj umjetnosti, sociologiji, baletu, filozofiji, radio-drami i dr.

## Urednici
(popis nepotpun)
- Vera Mudri-Škunca
- Tonči Valentić

## Vanjske poveznice
- Književni petak